# John Houlding

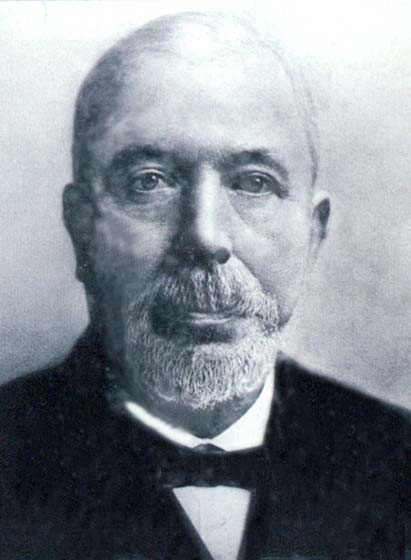
Retrato de Houlding

John Houlding foi um empreendedor inglês, fundador do Liverpool Football Club em 1892, após divergências no Everton Football Club.

## Biografia
Houlding era um homem de negócios na cidade de Liverpool. Ele foi educado no Liverpool College e estava ativo no final do século 19, possuindo uma cervejaria que o deixou em um estado financeiro confortável para o resto de sua vida. Ele foi eleito para o Conselho da Cidade de Liverpool como um Conservador representando a ala do Everton, antes de ser nomeado Senhor Prefeito de Liverpool em 1897. Ele também foi membro da Orange Order, uma organização fraterna protestante que teve um grande seguimento na área de Liverpool.
Antes de sua eleição, Houlding estava envolvido com a primeira equipe de futebol profissional da cidade, Everton F.C. Em 1882, uma decisão forçou o Everton a jogar seus jogos em um terreno fechado, tendo jogado anteriormente no público Stanley Park. Uma reunião realizada no Hotel Sandon em Anfield, Liverpool, de propriedade de Houlding, levou a Everton F.C. Alugando um campo fora de Priory Road. Quando o dono desse campo finalmente pediu que eles deixassem, Houlding garantiu um novo campo na Anfield Road, pagando um pequeno aluguel para John Orrell, um colega cervejeiro. O primeiro jogo de futebol em Anfield foi em 28 de setembro de 1884, quando Everton venceu Earlstown por 5-0.
Nos estandes de Anfield foram erguidos, os números de comparecimento atingiram 8.000 por jogo, e Everton se tornou um membro fundador da Football League em 1888. No entanto, Houlding estava começando a incomodar o clube; Ele aumentou a taxa de juros sobre seu empréstimo para o clube, e os jogadores foram obrigados a usar o Sandon Hotel em Oakfield Road para mudar, tanto antes como depois dos jogos.
Houlding comprou a terra em Anfield Road de Orrell em 1885 e cobrado o aluguel para o Everton F.C. Orrell possuía terra ao lado do chão e planejava construir uma estrada de acesso em toda a terra de Houlding. A única maneira de parar isso era alugar a terra de Orrell ou comprá-la. Houlding queria Everton F.C. Para comprar sua terra e a terra de Orrell, flutuando no clube. Se suas propostas fossem aceitas, Houlding teria feito muito dinheiro com a compra do terreno e o clube teria sido administrado por um pequeno número de grandes acionistas. 
Muitos dos membros do clube acusaram Houlding de tentar obter lucros a expensas do clube. Os 279 membros do clube reuniram-se em janeiro de 1892 para discutir o assunto. Após outra reunião em 15 de março de 1892, o clube decidiu deixar Anfield e encontrar um novo terreno. Mais tarde naquele ano, Everton F.C. Mudou-se para Goodison Park, no lado norte do Stanley Park.
Houlding e Orrell foram deixados com um campo de futebol vazio, e Houlding sentiu que o único curso adequado de ação naquela situação seria fundar um novo clube de futebol, o que ele fez. O novo clube foi chamado Everton Athletic, mas a Associação de Futebol não permitiria que esse nome fosse usado para que o clube fosse renomeado Liverpool F.C. Seu primeiro jogo foi uma partida amistosa com Rotherham Town, então da Midland League, em 1 de setembro de 1892.
Houlding morreu após uma longa doença em 1902 em Cimiez, sul da França em seu 69º ano. Em seu funeral, os jogadores de Liverpool e Everton levaram seu caixão como uma marca de respeito por tudo o que ele havia feito para o futebol na cidade.